# Chaetonectrioides malaysiana
Chaetonectrioides malaysiana är en svampart som beskrevs av Matsush. 1996. Chaetonectrioides malaysiana ingår i släktet Chaetonectrioides, klassen Dothideomycetes, divisionen sporsäcksvampar och riket svampar.   Inga underarter finns listade i Catalogue of Life.